# روبرت ماكنامارا
روبرت سترانج مكنمارا (بالإنجليزية: Robert Strange McNamara) (9 يونيو 1916 - 6 يوليو 2009) هو مسؤول تنفيذي أمريكي ووزير الدفاع الثامن، خدم في المنصب من عام 1961 إلى 1968 في عهد الرئيسين جون كينيدي وليندون جونسون. لعب دورا رئيسيا في تصعيد تدخل الولايات المتحدة في حرب فيتنام. كان مكنمارا مسؤولا عن إدخال تحليل النظم في السياسة العامة، والتي تطورت اليوم بما يعرف باسم تحليل السياسات.
ولد مكنامارا في سان فرانسيسكو، وتخرج من كلية هارفرد للأعمال، وعمل في القوات الجوية للجيش الأمريكي خلال الحرب العالمية الثانية. وبعد الحرب، قام هنري فورد الثاني بتعيين ماكنمارا ومجموعة من قدامى المحاربين في الجيش الجوي للعمل في شركة فورد. ساعدت هذه المجموعة التي أطلق عليها اسم «ويز كيدز» بإصلاح شركة فورد عن طريق التخطيط الحديث والتنظيم وأنظمة التحكم الإدارية. قبل مكنمارا تعيينه كوزير للدفاع بعد تعيينه لفترة وجيزة كرئيس على شركة فورد.
أصبح ماكنمارا مستشارا مقربا لكيندي، ودعا لاستخدام الحصار أثناء أزمة الصواريخ الكوبية. وضع كينيدي ومكنمارا إستراتيجية دفاعية في الحرب الباردة تدعى «الاستجابة المرنة»، التي توقعت الحاجة إلى للرد العسكري الفوري. قام مكنمارا بتوحيد مهام المخابرات واللوجستيات داخل البنتاجون في وكالتين مركزيتين هما وكالة استخبارات الدفاع ووكالة تأمين الدفاع. ترأس ماكنمارا خلال إدارة كينيدي عملية حشد الجنود الأمريكيين في جنوب فيتنام. تصاعد عدد الجنود الأمريكيين في فيتنام بعد حادث خليج تونكين عام 1964. خشي ماكنمارا وصانعو القرار الأمريكيون الآخرون من أن يؤدي سقوط فيتنام الجنوبية في يد الشيوعيين إلى سقوط الحكومات الأخرى في المنطقة.
زادت شكوك ماكنمارا بشأن فعالية وضع الجنود الأمريكيين إلى فيتنام. واستقال في عام 1968 من منصب وزير الدفاع ليصبح رئيس البنك الدولي. وهو لا يزال صاحب أطول فترة كوزير للدفاع، حيث ظل في منصبه على مدى سبع سنوات. شغل ماكنمارا منصب رئيس البنك الدولي حتى عام 1981، محولا تركيز المؤسسة نحو الحد من الفقر. وبعد تقاعده، شغل منصب الوصي على العديد من المنظمات، بما في ذلك معهد كاليفورنيا للتكنولوجيا ومؤسسة بروكينغز.

## منصبه
قبل أن يتولى منصبه وزيرا للدفاع عام 1961، كان يترأس شركة فورد موتورز في ذلك الوقت، وبعد أن تولى وزيرا للدفاع (1961-1968) ترأس روبرت البنك الدولي لمدة 13 عاما.
وبعد تقاعده من البنك الدولي عام 1981م، عمل خبيراً استشاريا لعشرات من المنظمات العامة والخاصة وباحثاً في مجال الأسلحة النووية، إلا أن روبرت ماكنامارا واجه انتقادات قاسية جداَ بسبب دوره في حرب فيتنام، وقد خيمت هذه الانتقادات على سمعته طوال حياته.

## وفاة
توفي روبرت ماكنامارا في اليوم السادس من يوليو عام 2009م، وقد تجاوز عمره 93 عاماً.

## روابط خارجية
- روبرت ماكنامارا على موقع IMDb (الإنجليزية)
- روبرت ماكنامارا على موقع الموسوعة البريطانية (الإنجليزية)
- روبرت ماكنامارا على موقع مونزينجر (الألمانية)
- روبرت ماكنامارا على موقع ميوزك برينز (الإنجليزية)
- روبرت ماكنامارا على موقع إن إن دي بي (الإنجليزية)
- روبرت ماكنامارا على موقع قاعدة بيانات الفيلم (الإنجليزية)

## وصلات لها صلة
- Robert McNamara on the JFK and LBJ White House Tapes
- AP Obituary in واشنطن بوست
- The Economist obituary
- Robert McNamara - Daily Telegraph obituary
- McNamara's Evil Lives On نسخة محفوظة 20 نوفمبر 2010 على موقع واي باك مشين. by Robert Scheer, The Nation, July 8, 2009
- McNamara and Agent Orange
- Biography of Robert Strange McNamara (website)
- US Department of Defense
- Interview about the Cuban Missile Crisis for the WGBH series
- Interview about nuclear strategy
- Annotated bibliography for Robert McNamara from the Alsos Digital Library for Nuclear Issues
- Oral History Interviews with Robert McNamara, from the Lyndon Baines Johnson Library نسخة محفوظة 11 يونيو 2010 على موقع واي باك مشين.